# Ethan Ringel
Ethan Ringel (Windermere, Florida, 12 augustus 1994) is een Amerikaans autocoureur die anno 2012 in de GP3 Series rijdt.

## Carrière
Ringel begon zijn autosportcarrière in 2008 in het karting, waar hij tot 2010 actief bleef. In 2011 stapte Ringel over naar het formuleracing in de Formule Enterprise, waar hij vier overwinningen boekte. Daarnaast nam hij ook deel aan vier races in de F2000 Championship Series en haalde daarin drie top 10-klasseringen. Na dit seizoen nam Ringel ook deel aan testritten van de GP3 Series. Zijn trainer Jay Howard moedigde hem aan tot deze stap. In het GP3-seizoen 2012 rijdt Ringel voor het team Atech CRS GP.